# Барбара Бейн
Ба́рбара Бейн (англ. Barbara Bain; род. 13 сентября 1931[…], Чикаго, Иллинойс) — американская актриса, лауреат трёх премий «Эмми» в категории «за лучшую женскую роль в драматическом телесериале».

## Жизнь и карьера
Барбара Бейн, урождённая Миллисент Фогель (англ. Millicent Fogel) родилась в Чикаго. Высшее образование в области социологии она получила в Иллинойсском университете в Урбана-Шампейне. После его окончания будущая актриса перебралась в Нью-Йорк, где училась танцам у прославленной Марты Грэм. В дальнейшем Бейн зарабатывала на жизнь работая танцовщицей и моделью. Её актёрская карьера стартовала после тренинга в знаменитой Актёрской студии Ли Страсберга.
Она наиболее известна по роли Синнамон Картер в классическом телесериале «Миссия невыполнима», в котором она снималась с 1966 по 1969 год. Эта роль принесла актрисе номинацию на «Золотой глобус» в 1968 году и три премии «Эмми» в 1967, 1968 и 1969 годах. После этого она снялась в ряде фильмов и сериалов. В последние годы она в основном появляется в качестве приглашенной звезды в эпизодах популярных сериалов, таких как «C.S.I.: Место преступления» и ряде других.
С 1957 по 1993 год Барбара Бейн была замужем за актёром Мартином Ландау, от которого родила двух дочерей: Сьюзан Ландау Финч, ставшую продюсером и директором по кастингу, и Джульет Роуз Ландау, которая как и родители стала актрисой.